# 阿夫拉库尔
阿夫拉库尔（法語：Affracourt，法語發音：[afʁakuʁ]）是法国默尔特-摩泽尔省的一个市镇，位于该省南部，属于南锡区。

## 地理
阿夫拉库尔（48°27'41"N, 6°10'13"E）面积5.56 平方千米，位于法国大東部大區默尔特-摩泽尔省，该省份为法国东北部内陆省份，是洛林的一部分，北邻比利时、卢森堡，北起顺时针与摩泽尔省、下莱茵省、孚日省和默兹省接壤。
与阿夫拉库尔接壤的市镇（或旧市镇、城区）包括：热贝库尔和阿普勒蒙、阿鲁埃、唐通维尔、沃德维尔、克西罗库尔。

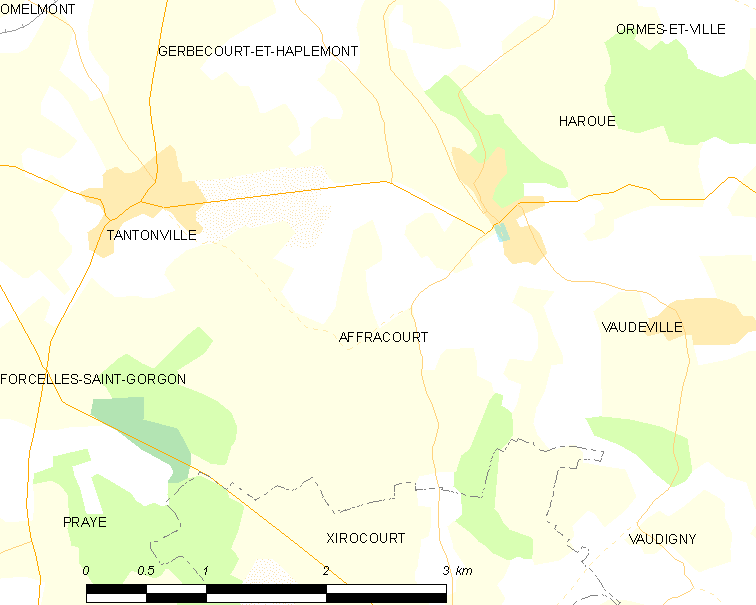
阿夫拉库尔的OSM定位图

阿夫拉库尔的时区为UTC+01:00、UTC+02:00（夏令时）。

## 行政
阿夫拉库尔的邮政编码为54740，INSEE市镇编码为54005。

## 政治
阿夫拉库尔所属的省级选区为梅讷欧桑图瓦县。

## 人口

1962-2008年间阿夫拉库尔人口变化图示

阿夫拉库尔于2022年1月1日时的人口数量为114人。